# Martina Müntzing
Lena Martina Müntzing, född 19 november 1968 i Helsingborg, är en svensk målare. 
Martina Müntzing har studerat på Konsthögskolan i Stockholm 1990–1995 för John E. Franzén. 
Müntzing arbetar i en realistisk måleritradition. Hennes motiv är vardagliga men har ofta en existentiell ton. Hon var gift med Lars Arrhenius till hans död 2020. 
Müntzing är representerad på Moderna museet i Stockholm, Helsingborg museum och Norrköpings konstmuseum.